# Канадський щит
52° пн. ш. 71° зх. д. / 52° пн. ш. 71° зх. д.

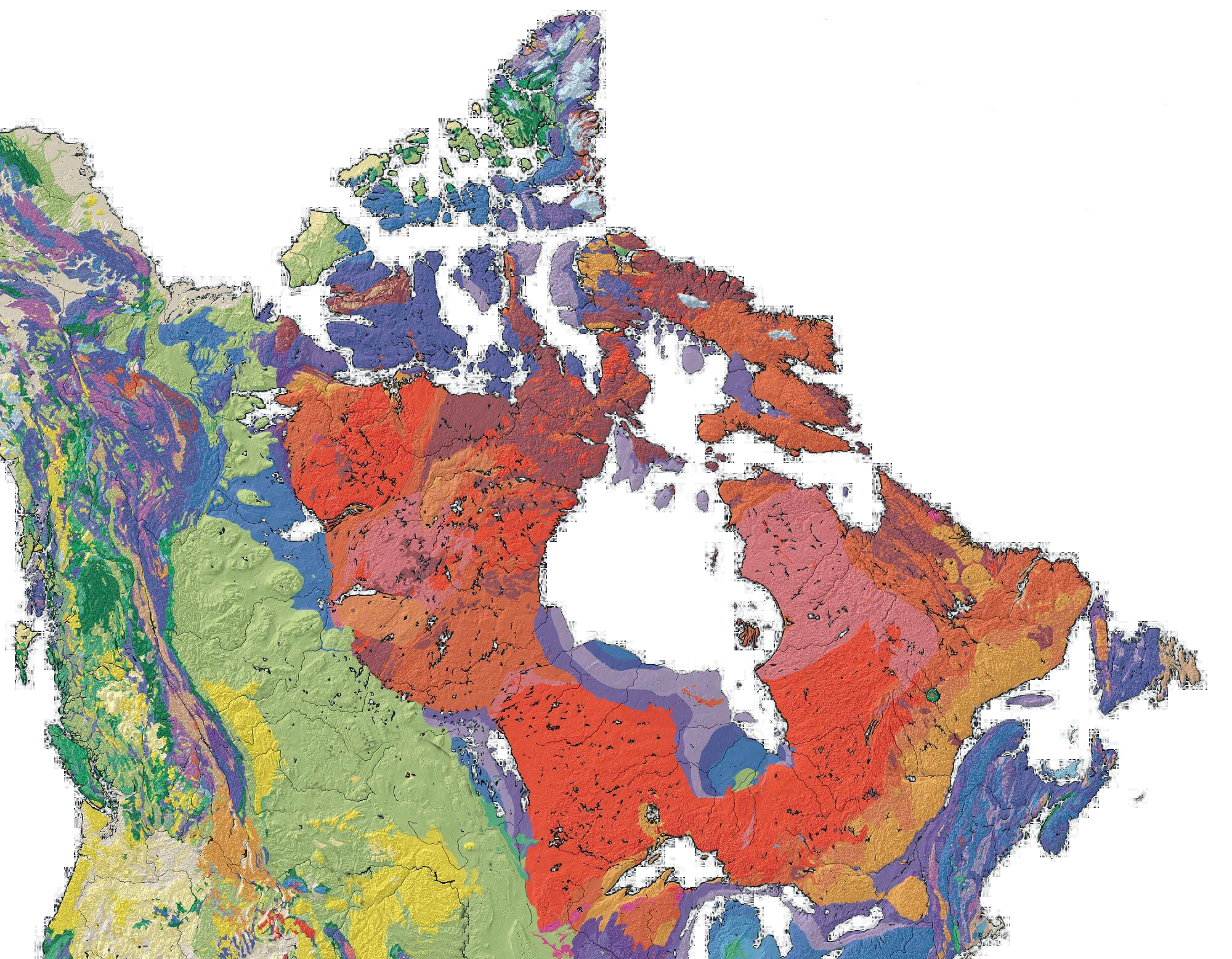
Канадський щит (відтінки червоного)

Канадський щит або Канадсько-Ґренландський щит — великий виступ докембрійського підмурівка в північній частині Канадської (Північно-Американської) платформи. Складається з обмежених розломами брил, складених глибоко метаморфізованими і гранітизованими складчастими утвореннями архейської, нижньо- і верхньопротерозойської доби, з якими пов'язані родовища руд заліза, золота, міді, нікелю, кобальту, урану, свинцю, цинку тощо.

## Географія
Канадський щит — фізико-географічний район, має поділ на 5 менших фізико-географічних провінцій: Лаврентійська височина, Казан, Дейвіс, Гудзон і Джеймс. На теренах США представлений горами Адірондак та Лаврентійською височиною. Має U-подібну форму — форму підкови з найнижчими точками в місці найбільшого навантаження Лаврентійським льодовиковим щитом.
Канадський щит утворений архейською плитою і більш молодою дугою террейнів та осадових басейнів протерозою, які були поступово об'єднані 2,45 — 1,24 млрд р. тому, з найбільшою активністю за часів Гудзонської складчастості 1,90 — 1,80 млрд р. тому. Канадський щит був першою частиною Північної Америки, що була постійно вище за рівень моря і майже повністю залишилася недоторканою за часів трансгресій. Підмурівок складають архейські породи. Метаморфізовані гірські породи головним чином докембрійської ери (4,5 млрд. — 540 млн р. тому), неодноразово зазнали підняття і руйнації. Наразі це є низовинами (300-600 м над рівнем моря) з невеликими останцями і низькими гірськими пасмами (на кшталт Торнгат і Лаврентійських гір), ймовірно еродовані за часів Кайнозою. За часів плейстоцену, континентальний льодовиковий щит занурив земну поверхню (див. Гудзонова затока), утворивши тисячі озерних басейнів і зіскобливши більшу частину ґрунту регіону.
Щит охоплює більшу частину Гренландії, Лабрадор, більшу частину Квебеку на північ від річки Святого Лаврентія, Гудзонову затоку, велику частину провінції Онтаріо, включаючи північ півострова між Великими озерами, Адирондак на північ від Нью-Йорку, найпівнічнішу частину Нижнього Мічигану і весь Верхній Мічиган, північ штату Вісконсин, а також північний схід штату Міннесота, центр/північ Манітоби між Гудзоновою затокою і Великими рівнинами, північ Саскачевану, невелику північно-східну частину провінції Альберта. На заході межа прямує кордоном провінцій Саскачеван/Альберта (Північно-Західні території/Нунавут). Загальна площа близько 8 млн км².

## Геологія
Канадський щит є одним із найстаріших на Землі, його породи датуються віком 2,5 — 4,2 мільярда років.
Велика кількість річок та озер у регіоні є класичним прикладом порушеної дренажної системи, спричиненої порушенням вододілів території внаслідок зледеніння та ефекту післяльодовикового відскоку.
Початково щит мав вельми високі гори (до 12 000 м) з великою вулканічною активністю, але протягом тисячоліть гори були еродовані понад 500 мільйонів років тому, і тепер тут є відносно плаский рельєф.
Ерозія оголила підмурівок гір, які мають форму зеленокам'яних поясів, у яких пояси вулканічних порід, які були змінені метаморфізмом, оточені гранітними породами. Вік цих поясів коливається від 3600 до 2680 мільйонів років.
 
Значна частина гранітних порід належить до характерної серії порід тоналіт-трондьєміт-гранодіорит, які характерні для архейської континентальної кори.
Багато головних родовищ канадської руди пов'язані з зеленокам'яними поясами. На щиті є деякі з найдавніших вулканів на Землі. Щит нараховує понад 150 вулканічних пасем (зараз деформованих і еродованих майже до пласкої рівнини), вік яких варіюється від 600 до 1200 млн років. Багато канадських великих рудних родовищ пов'язані з докембрійськими вулканами.
Кальдера озера Стерджен є однією з найкращих у світі збережених орудненених неоархейських кальдерних комплексів, має вік приблизно 2,7 мільярда років. Канадський щит також містить Рій радіальних дайок Маккензі, який є найбільшим роєм дайок Землі.
Гори мають глибокий підмурівок і плавають у щільній мантії, як айсберг у морі. Скелі, які зараз є поверхнею щита, колись були набагато нижче рівня земної поверхні.
Високий тиск і температура на цих глибинах створюють ідеальні умови для оруднення. Незважаючи на те, що гори тепер значною мірою еродовані, багато високих гір існують на Крайній Півночі Канади за назвою Арктичні Кордильєри. Цей величезний глибоко розчленований хребет  тягнеться від півночі острова Елсмір до найпівнічнішої точки Лабрадору. Найвища точка — пік Барбо (2616 м) над рівнем моря.
Північноамериканський кратон є основою Північноамериканського континенту, а Канадський щит є найбільшим щитом кратону.
Канадський щит є частиною древнього континенту під назвою Арктида, який утворився близько 2,5 мільярдів років тому під час неоархейської ери. Арктида була розділена на Гренландію, Лаврентію, Шотландію та Сибір, зараз приблизно розташований в Арктиці навколо нинішнього Північного полюса.

## Гірничовидобувна промисловість і економіка
Щит є одним з найбагатших рудних районів. Він має родовища нікелю, золота, срібла і міді. Тут розташовано багато гірницьких міст з видобутку цих корисних копалин. Найбільшим і одним з найвідоміших є Садбері, Онтаріо. Садбері є винятком з нормального процесу формування корисних копалин, оскільки є суттєві докази того, що басейн Садбері є древнім метеоритним кратером. Недалеко, але менш відомо Магнітна Аномалія Темагамі має разючу подібність з басейном Садбері. Це говорить про те, що це може бути два багаті металами кратери. 
У північно-східній частині провінції Квебек, розташовано велетенське водосховище Манікуаган що є частиною гідроелектричного проекту Манік-Утардес (Manic-cinq, або Manic-5). Це один з найвідоміших метеорних кратерів на Землі.
Зеленокам'яний пояс Флін-Флон в центральній Манітобі та схід/центр Саскачевану є одним з найбільших палеопротерозойських вулканічних масивів сульфідів у світі, що має 27 родовищ мідь - цинк - (золото), з яких більш ніж 183 млн тонн може бути добуто.
Відкрито декілька кімберлітових трубок. Наразі експлуатується Єкаті та Діавік

## Інтернет-ресурси
- ОДНА З НАЙДРЕВНІШИХ ДІЛЯНОК ЗЕМНОЇ КОРИ